# La Prose du Transsibérien et de la petite Jehanne de France
La Prose du Transsibérien et de la petite Jehanne de France (en valencià: La prosa del transiberià i la petita Jehanne de França) és un llibre creat per Sonia Delaunay-Terk i Blaise Cendrars el 1913. Té unes dimensions de 23,7 x 20,2 cm de quatre pàgines i desplegable que conjuga poesia amb pintura amb tècnica d'aquarel·la. En desplegar-se forma una làmina de 199 x 37 cm i mostra un conjunt entre poesia i imatge plàstica amb colors plans sense clarobscur ni perspectiva, la imatge que mostra és d'inspiració en la natura i les làmines asiàtiques i té l'aparença de ser un llibre de carreteres, per a les poesies fan servir deu distintes Tipografies i mides de lletra com també lletres de distints colors.
L'obra va ser ideada en un viatge que van fer les artistes al transsiberà i la inspiració en pensar que la velocitat és reflex de l'avanç de la modernitat.